# Fort Simpson (Columbia District)

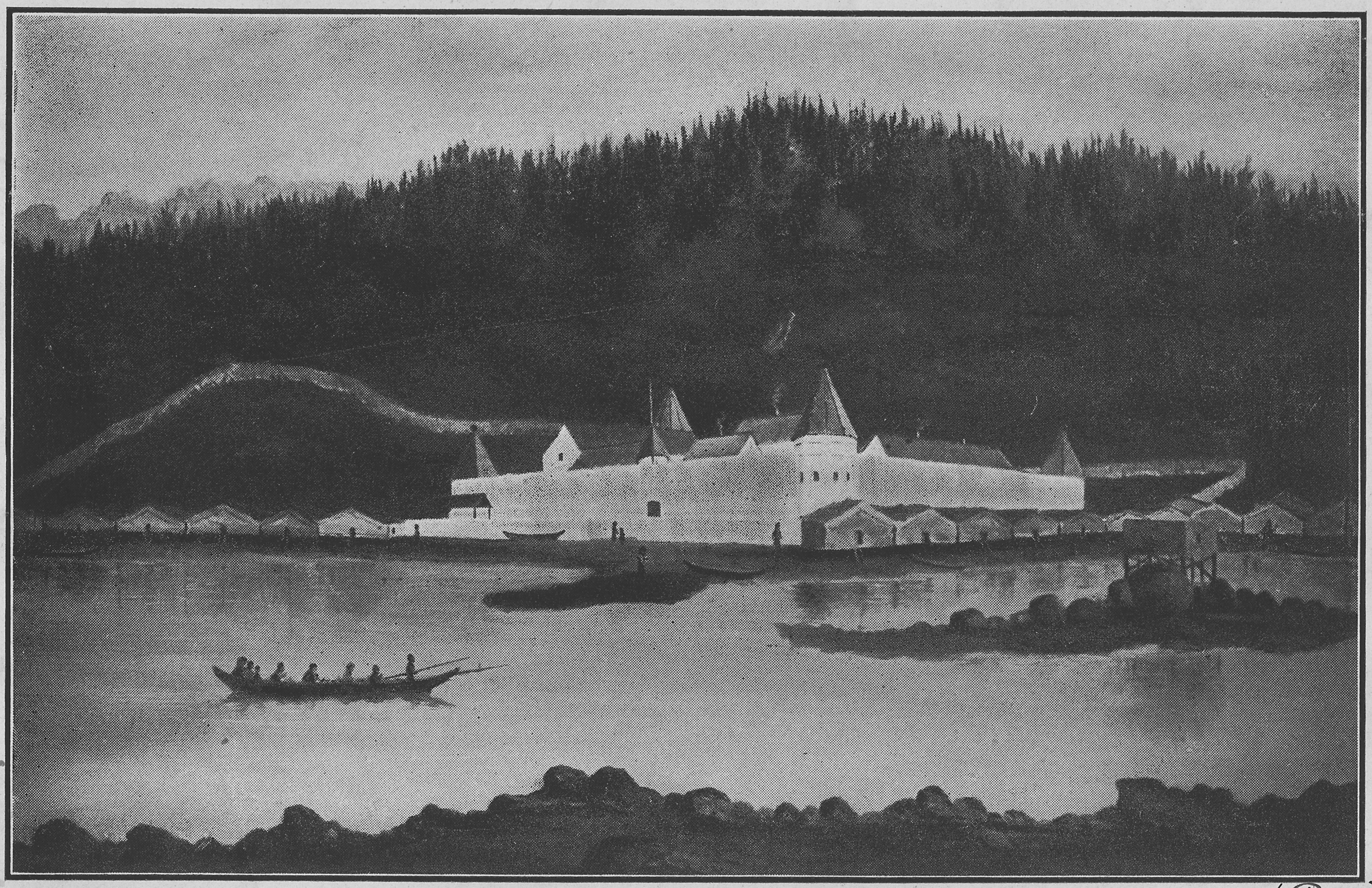
Fort Simpson, 1857

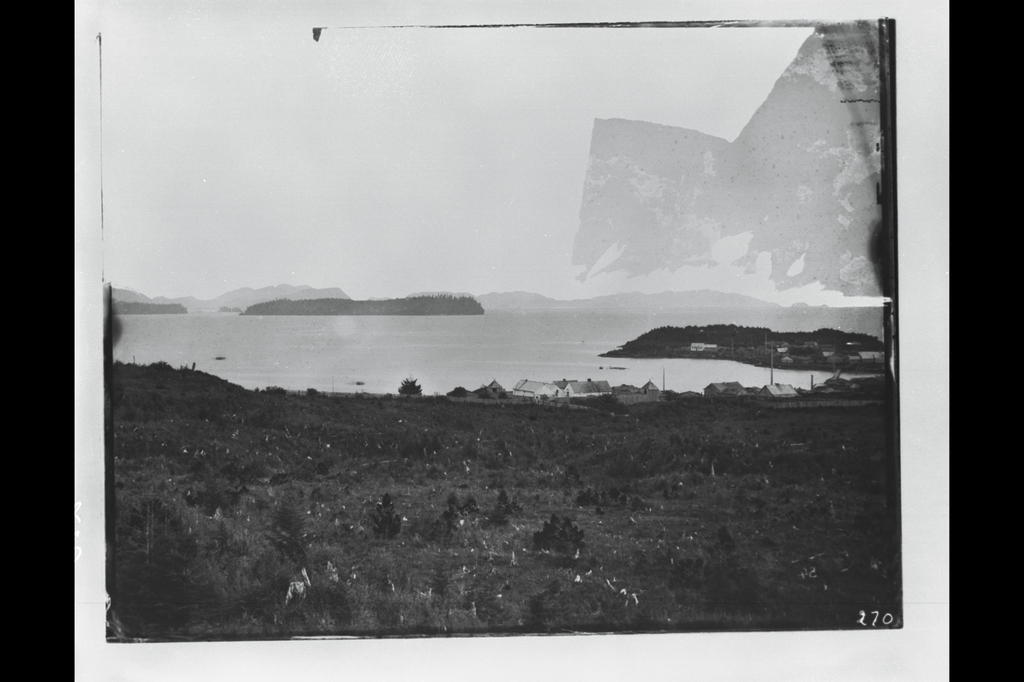
Das Fort, 1878 von einem Hügel oberhalb der Anlage fotografiert

Fort Simpson war ein 1831 gegründeter Pelzhandels-Posten der britischen Hudson’s Bay Company (HBC) nahe der Mündung des Nass River in der heutigen kanadischen Provinz British Columbia. Es wurde 1834 zur Tsimpsean Peninsula, etwa auf halbem Wege zwischen Nass River und Skeena River gelegen, verlegt und später als Port Simpson oder mit seinem indigenen Namen Lax Kw'alaams bezeichnet. Das Fort war Teil des Columbia Department der HBC. Den weiträumigen Pelzhandel kontrollierten bis 1862 die Tsimshian, in deren traditionellem Territorium sich das 1834 verlegte Fort befand.

## Pelzhandel als Wirtschaftszweig
Eines der vordringlichsten Motive für die Gründung von Fort Simpson – wie auch für die von Fort McLoughlin im Süden – war der Versuch der USA im maritimen Pelzhandel eine beherrschende Position aufzubauen, ähnlich wie sie dem russischen Alaska zugedacht war. Diese Auseinandersetzungen und das Werben um die Unterstützung der lokal dominierenden Stämme zog sich über mehr als ein halbes Jahrhundert hin und erfasste den gesamten Nordwesten Nordamerikas. Bis 1830 resultierten die höheren Preise, die von den Händlern für Pelze gezahlt wurden, aus einem Handelssystem der Indianer, welches Pelze aus dem Inneren des HBC-Bezirks New Caledonia zur Küste leitete – wobei dieser Anspruch nicht durchzusetzen war, jedoch das Gebiet gegen europäische und amerikanische Konkurrenz abschotten sollte. Fort Simpson und Fort McLoughlin wurden gebaut, um die Pelze „abzufangen“, bevor sie nicht-britische Händler erreichten. Die Strategie war so lange erfolgreich, wie die Konkurrenten nicht über dauerhafte Handelsposten an der Küste verfügten. Bis 1837 war die US-Konkurrenz auf lange Zeit ausgeschaltet, was sich erst ab 1867 änderte, als die USA Alaska kauften.
George Simpson, Manager der HBC, informierte 1829 die Russisch-Amerikanische Handelskompanie, dass die HBC den Bau eines Forts an der Flussmündung plane, an der Grenze zwischen den Anspruchsgebieten der beiden Gesellschaften. Im Juli 1830 besuchte Aemilius Simpson das Gebiet, bestätigte die Lieferung von Pelzen aus New Caledonia zur Küste und machte Pläne für den Bau des Forts. Ein Fieber unter Simpsons Begleitern verhinderte jedoch den sofortigen Baubeginn. Eine zweite Reise unter Aemilius Simpson, Peter Skene Ogden und John Work, die Fort Vancouver im März 1831 verließen, führte zum Baubeginn im April 1831.
Aemilius Simpson und Peter Skene Ogden verbrachten den Sommer 1831 mit dem Handel am neuen Posten und auf den Queen Charlotte Islands. Simpson starb im September 1831, und der neue Posten erhielt ihm zu Ehren seinen Namen. Ogden nahm seine Stelle als Chefhändler ein. Die ersten Angestellten in Fort Simpson waren Donald Mason und John Kennedy. Bei der Gründung des Postens gab es dort 23 hawaiianische Kanaka-Arbeiter, doch bis 1837 verblieb keiner dieser ursprünglichen Angestellten im Fort Simpson, nachdem sie anderen Handelsposten der HBC wie Fort McLoughlin zugeordnet worden waren. In reduzierter Zahl setzten die Hawaiianer ihre Arbeit bis in die 1850er Jahre im Fort Simpson fort.

## Vorteilhafte Lage, Dominanz der Tsimshian, Pockenepidemie (1862)

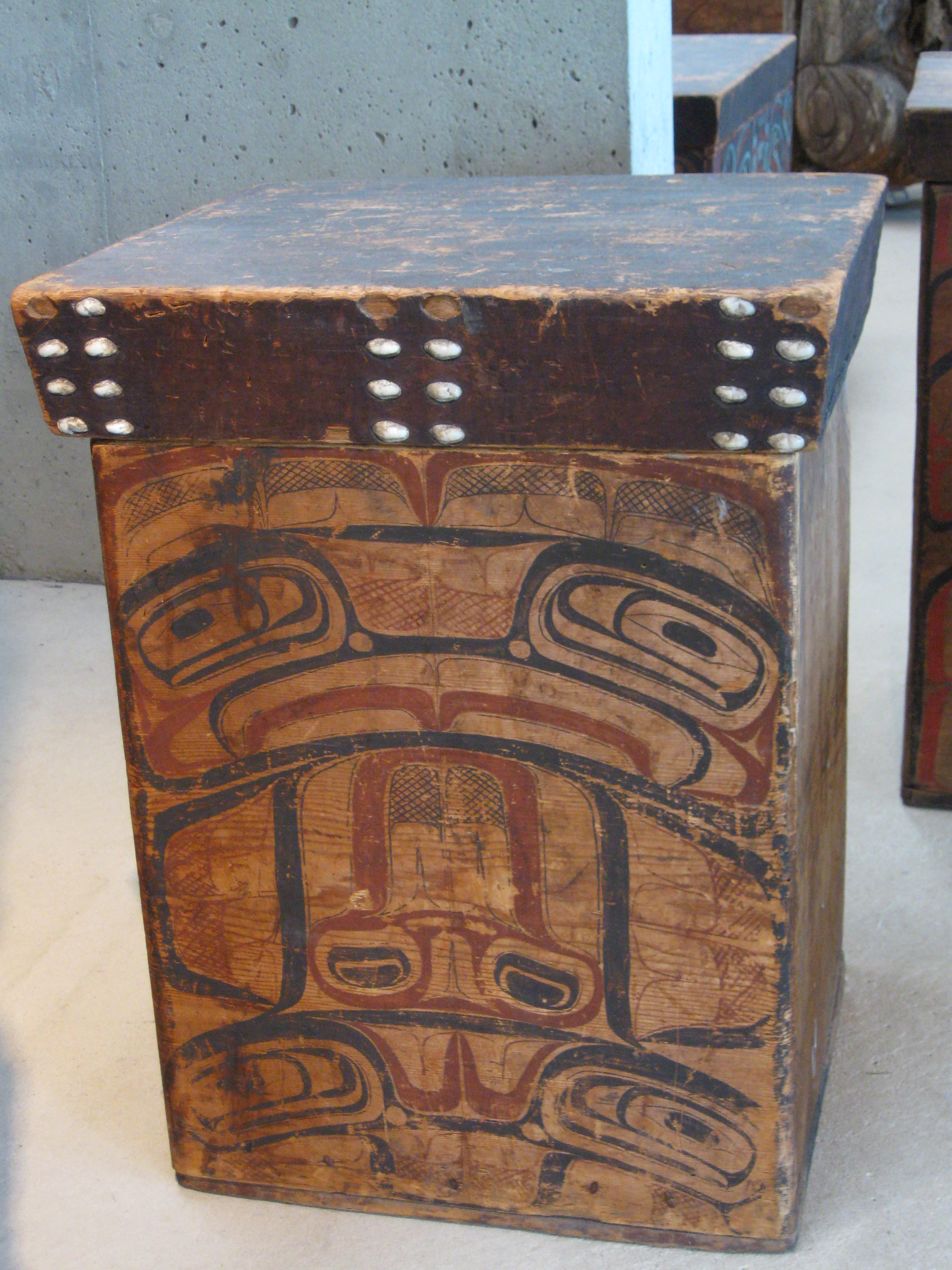
Wasserdichte Holzkiste für den Überseehandel der Tsimshian, um 1850, Museum of Anthropology zu Vancouver

Fort Simpson wurde 1834 von der Mündung des Nass River zu einem günstigeren Standort nahe der Tsimpsean Peninsula verlegt. Das um das Fort herum wachsende Dorf wurde später als Port Simpson bezeichnet. Der Name wurde 1986 offiziell in Lax Kw'alaams geändert. Port Simpson ist auch der Name des Gewässers, an dem Lax Kw'alaams und der Standort von Fort Simpson gelegen sind.
Fort Simpson erwies sich als profitabel und wurde zum zentralen Handelsposten eines weiträumigen Gebietes. So wurde das Fort z. B. 1841 von etwa 14.000 Menschen, meist Indianern, aufgesucht. Das Volk der Tsimshian spielte im Handel eine dominierende Rolle und bezog die Pelze auch von anderen an der Küste lebenden Völkern wie den Tongass, den Haida und den Kaigani, sowie den Dakelh aus dem Inland. Das Fort war bald von einem Dorf der tsimshianischen „Bürgerwehr“ von mindestens 800 Menschen umringt. Diese kontrollierte den Großteil des indigenen Handels und war für das Fort die Hauptquelle von Lebensmitteln und sonstigem Alltagsbedarf, bot aber auch Sicherheit und vor allem Arbeitskräfte. Bis Ende der 1830er Jahre übertrafen die Gewinne aus dem Handel im Fort die jedes anderen Postens der HBC an der Pazifikküste. Anfangs war das Fort nicht in der Lage, die eigene Versorgung mit europäischen Gütern sicherzustellen, und es wurde daher von Fort Vancouver und anderen Posten aus versorgt. Doch mit der Zeit lieferte der Handel mit den Indianern die meisten der benötigten Güter.
Während der Pockenepidemie an der Pazifikküste Nordamerikas 1862 wurden tausende Indianer aus den großen Siedlungen um Victoria in ihre Heimat zurückgeschickt, obwohl allen Beteiligten klar war, dass sie auf diese Weise die Pocken an der Küste des Pazifischen Nordwestens verbreiten würden. Gruppen der Tsimshian schleppten so die Pocken von Victoria in das Gebiet des Fort Simpson ein, von wo sie ab Juni 1862 weiter verbreitet wurden. Während die Verantwortlichen in anderen Forts der Hudson’s Bay Company wie im nahegelegenen Metlakatla über Pockenimpfstoff verfügten und versuchten, die Epidemie einzudämmen, wurden im Fort Simpson keinerlei Präventionsmaßnahmen getroffen. Todesfälle durch Pocken traten ab Ende Mai auf und erreichten Ende Juni ihren Höhepunkt. Den Sommer hindurch kamen regelmäßig Nisga’a, Haida, Tlingit und andere in das Fort, die zur weiteren Verbreitung der Pocken an der Nordküste sowie entlang der Flussläufe von Skeena und Nass River ins Inland beitrugen.
Bis Ende Juli war die Siedlung um das Fort durch Todesfälle und Flucht entvölkert. Alle Völker der Tsimshian litten 1862/63 unter hohen Sterberaten: etwa 67 % unter den Southern Tsimshian (Gitxaała, Gitḵ'a'ata und Gitasts'uu), 37 % unter den Nisga'a, 22 % unter den Gitxsan und etwa 23 % unter den Coast Tsimshian.

## Ankerpunkt der Hudson’s Bay Company

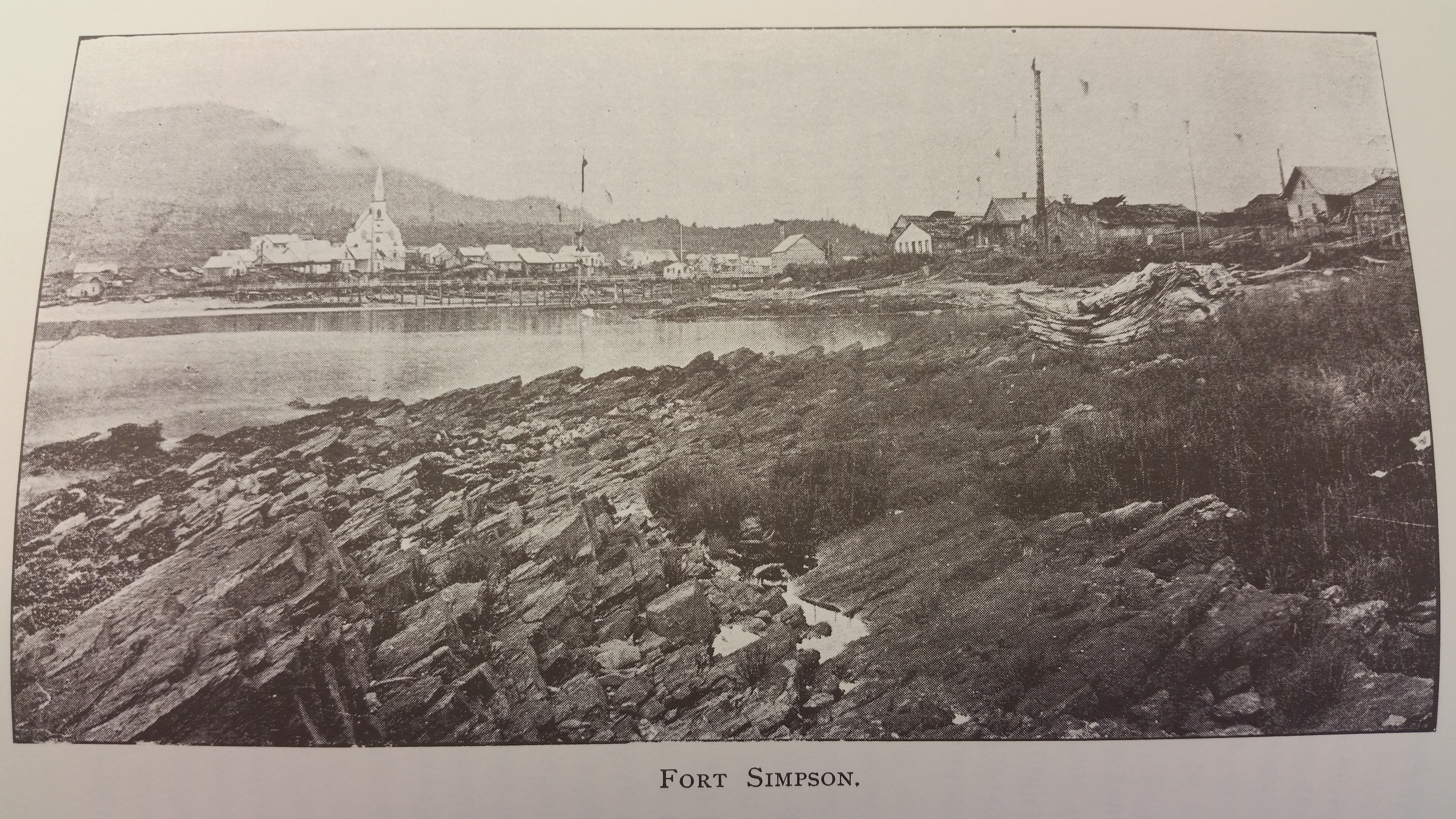
Fort Simpson, 1893

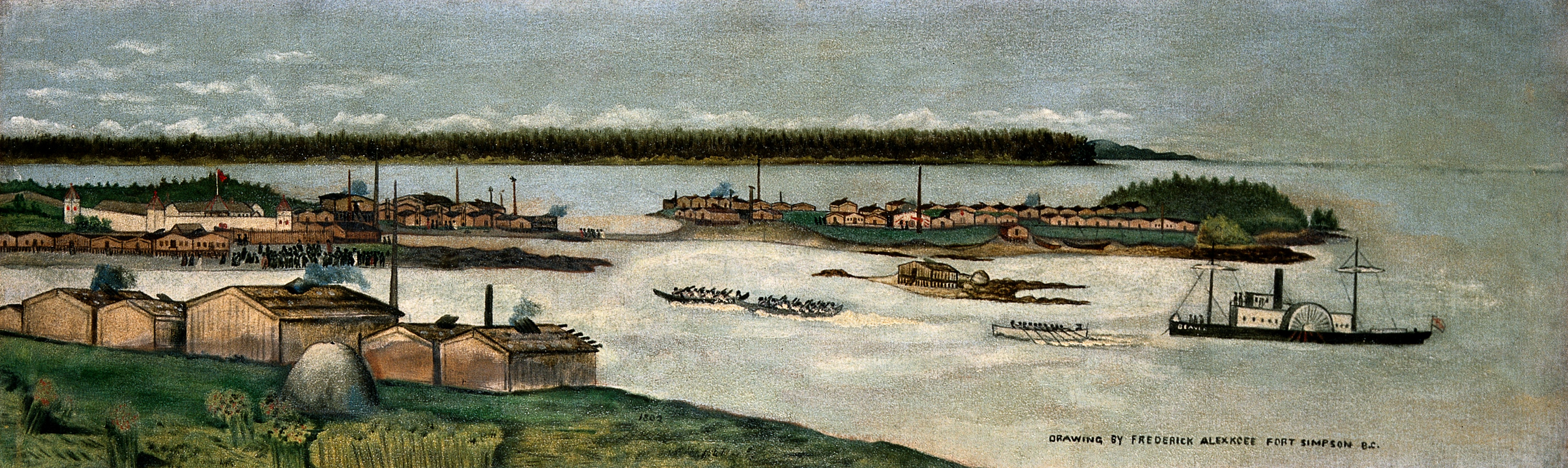
Das Fort im Jahr 1902

Bis 1844 war Fort Simpson der profitabelste aller Pelzahndelsbezirke im Columbia Department der HBC mit Ausnahme von New Caledonia. Die durch das Dampfschiff Beaver an der Küste aufgebrachten Pelze erzielten ebenso große Gewinne. Zusammen mit denen der Beaver übertrafen die Gewinne von Fort Simpson 1844 die aus New Caledonia. Der Erfolg der Beaver nach 1843 resultierte aus der Schließung zweier Posten der HBC an der Küste nördlich von Fort Langley, und zwar Durham (Taku) und Fort McLoughlin am Milbanke Sound. Nur Fort Simpson blieb als Ankerpunkt der Company an der Nordwestküste bestehen.